# Musée d'histoire et des arts décoratifs
Le musée d'histoire et des arts décoratifs est un musée de la ville de Tournai dans l'ouest de la Belgique.
Une vaste collection d’objets en porcelaine datant des XVIIIe siècle et XIXe siècle orne les vitrines du musée. Cette collection a fait la renommée de la ville, notamment avec le service du Duc d’Orléans.
À l’étage, on peut découvrir des terres cuites glaçurées des XVe siècle, XVIe siècle et XVIIIe siècle ; des pièces de monnaie tournaisiennes fabriquées entre le XIIe siècle et le XVIIe siècle, de remarquables pièces d'argenterie dont une soupière et sa rarissime doublure en vermeil datant de 1787, des étains et des gravures.

## Source
- Brochures touristiques